# Bovic
Le Bovic est un cargo transporteur de bétail de la White Star Line, mis en service en 1892. Construit par les chantiers navals Harland & Wolff de Belfast, il est précédé de quelques mois par un jumeau, le Naronic. Tous deux sont alors les plus imposants cargos au monde, et ont pour mission de transporter des marchandises aux États-Unis et d'en ramener du bétail. Lorsque le Naronic disparaît mystérieusement en 1893, le Bovic fait l'objet d'études visant à tester sa stabilité, qui se révèle être bonne.
Au cours des années qui suivent, le Bovic poursuit sa carrière, qui est troublée par quelques incidents mineurs. À partir de février 1914, il est employé sur la ligne de Manchester à New York, sur un service conjoint de la White Star, de la Lamport & Holt et de la Leyland Line. Durant ce service, en 1915, il échappe à un sous-marin allemand. Il est réquisitionné de 1917 à 1919 dans le cadre de la Première Guerre mondiale.
En 1922, il est cédé à la Leyland Line qui le renomme Colonian et continue à l'utiliser jusqu'à sa démolition, à Rotterdam en 1928.

## Histoire

### Construction

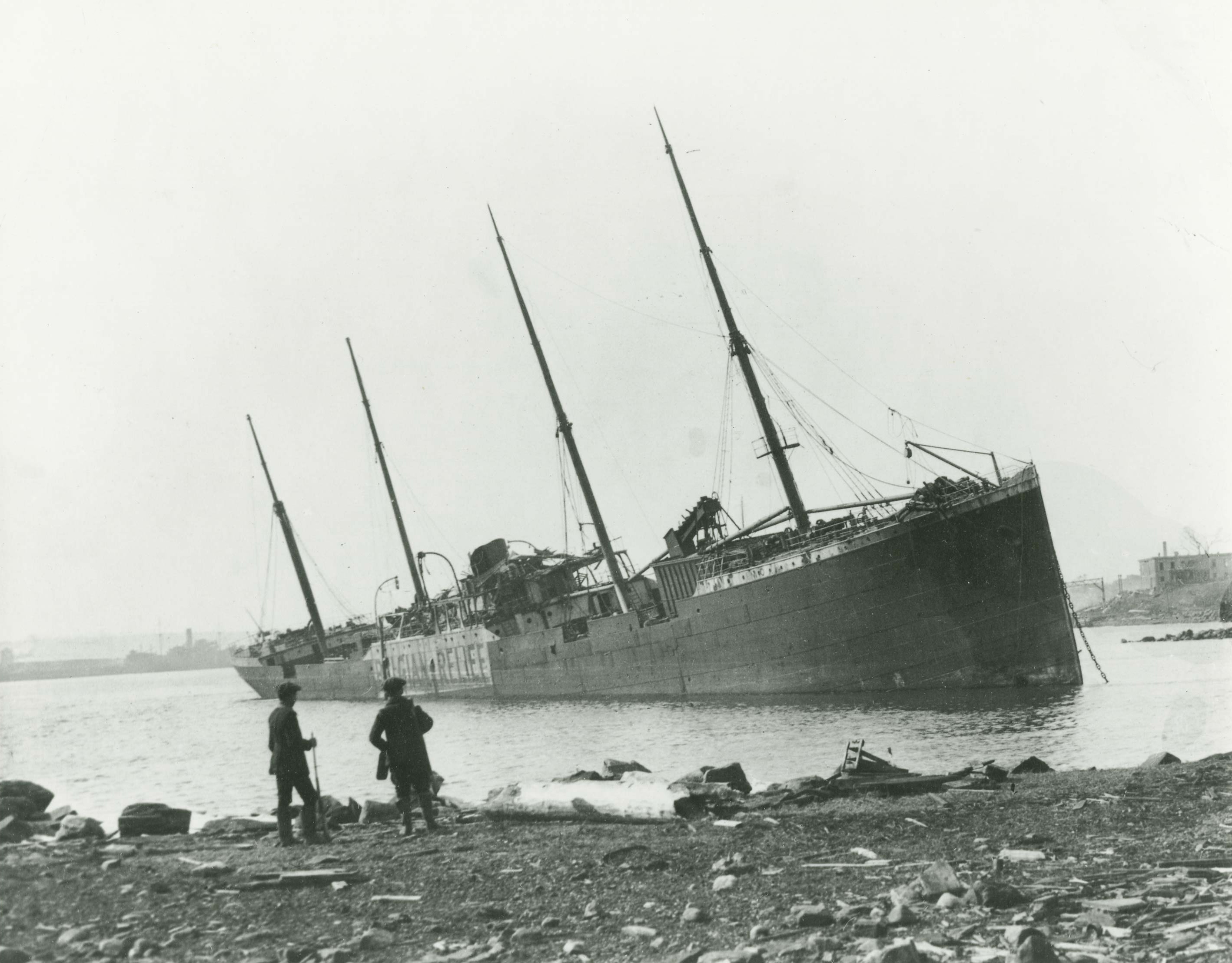
Le Runic, devenu Imo, est l'un des premiers transporteurs de bétail de la White Star. En 1917, il est impliqué dans l'explosion de Halifax.

Au milieu des années 1880, la White Star Line abandonne l'exploitation de voiliers afin de se concentrer sur les navires à vapeur. Elle doit alors rechercher de nouveaux débouchés, et se tourne vite vers le transport de bétail en provenance des États-Unis. Cette pratique remonte à 1874, lorsque le cargo Europe a débarqué en Angleterre 370 têtes de bétail. Quinze ans plus tard, en 1889, ce sont 450 000 animaux qui traversent ainsi l'Atlantique Nord, rendant ce commerce particulièrement juteux. La White Star s'y implique donc à partir de 1888 avec l'entrée en service du Cufic, suivi dès l'année suivante par le Runic.
La compagnie se fixe alors pour objectif de transporter à bord de ces navires des marchandises jusqu'en Amérique, et ramener du bétail lors du voyage du retour, dans les meilleures conditions possibles. En effet, il n'est pas rare que les bêtes transportées par des navires de l'époque périssent à cause des conditions de voyage et des maltraitances, causant une perte financière au propriétaire. La White Star demande donc expressément à ses capitaines de veiller à la bonne santé des animaux. Les deux navires sont vite florissants, et dès 1891, la compagnie met en service deux nouveaux transporteurs plus imposants, le Nomadic et le Tauric. Deux nouveaux navires encore plus volumineux sont construits l'année suivante, le Naronic et le Bovic.
Le Naronic, premier des deux navires à être lancé (en mai 1892), est alors le plus gros cargo au monde, capable de transporter plus d'un millier de bêtes, et plusieurs milliers de tonnes de marchandises. Lorsqu'il est lancé le 28 juin 1892 (les deux navires ont été construits côte à côte avec un léger décalage dans le temps), le Bovic est pour sa part très légèrement plus petit, d'une dizaine de tonneaux ce qui en fait malgré tout un cargo très imposant pour l'époque.

### Une longue carrière peu troublée
Le Bovic est mis en service le 26 août 1892, sur la ligne de Liverpool à New York. Il est commandé par le capitaine Thompson, déjà expérimenté pour cette tâche puisqu'il a mené le Naronic durant ses premières rotations. C'est donc en toute logique qu'au mois de février suivant, lorsque le Naronic disparaît, l'expertise de Thompson se révèle précieuse. Lorsque, à partir de mars, des rumeurs se propagent sur la stabilité du navire qui aurait causé sa perte, la White Star Line peut ainsi faire procéder à des tests à bord du Bovic, et affirmer que le cargo est très stable et ne nécessite pas de modification. Hormis la disparition de son jumeau, les premières années du Bovic sont troublées par quelques incidents mineurs. Le 6 avril 1893, il se tire avec quelques dommages d'une collision avec le voilier norvégien Dwen. En février 1898, sa proue est endommagée, le navire ayant mal négocié son entrée dans le port de Liverpool ce qui lui a fait heurter l'entrée des docks. En janvier 1899, la rupture de sa barre franche oblige son équipage à concevoir un mécanisme improvisé afin de rejoindre le port : la traversée est annulée et la cargaison du Bovic est transférée sur le Tauric.
Un problème plus grave survient le 4 août 1900 dans le port de New York, lorsqu'un incendie dû à une combustion spontanée éclate dans ses cales. L'équipage, mais aussi les pompiers de la ville sont réquisitionnés pour maîtriser l'incendie, tandis qu'une importante cargaison de coton, hautement inflammable, est évacuée de la cale no 3 pour éviter toute propagation de l'incendie. Il s'agit en effet d'éviter que les dégâts ne s'étendent, le paquebot Oceanic se trouvant à proximité. Une fois le feu maîtrisé, on décompte pour 1 000 dollars d'époque de dégâts. En 1907, le Bovic heurte à nouveau un voilier, mais les deux navires s'en tirent sans dommages.
En 1914, le Bovic quitte la ligne de Liverpool à New York pour un nouveau service mis en place par la White Star conjointement avec la Lamport & Holt et la Leyland Line sur la ligne de Manchester à New York. À cet effet, les mâts du navire sont raccourcis pour lui permettre d'atteindre son port de départ, ce qui implique de passer sous plusieurs ponts. Ce service n'est au départ pas troublé par la Première Guerre mondiale, et le Bovic poursuit son service commercial. Cela ne l'empêche pas d'être attaqué par un sous-marin, le 19 août 1915, au sud de l'Irlande. Le cargo parvient à s'en sortir sans dommage. Il est probable que le sous-marin ait été le U-24, qui a coulé ce même jour l'Arabic de la White Star dans la même région. De 1917 à 1919, il sert l'effort de guerre dans le cadre du Liner Requisition Scheme, mais ses activités précises sont inconnues.
Après le conflit, le Bovic poursuit le service conjoint inauguré en 1914, accompagné de l'Iberian de la Leyland et du Canning de la Lamport & Holt. Le 16 janvier 1922, inutile à la White Star, il est transféré à la Leyland Line qui le renomme Colonian. Ses mâts retrouvent leur taille initiale, mais son usage reste inconnu. La compagnie le vend finalement à des démolisseurs, et il est démantelé à Rotterdam en 1928.

## Caractéristiques
Le Bovic et le Naronic, sont les plus gros cargos en service lors de leurs premières traversées (record que reprennent ensuite deux autres transporteurs de bétail de la White Star Line, le Cevic et le Georgic). Le Bovic est cependant plus léger (de onze tonneaux) que son jumeau, avec 4 583 tonneaux de jauge brute, mais tous deux mesurent 143,3 mètres sur 16,2. Leur silhouette reflète leur conception avant tout fonctionnelle avec quatre mâts entourés de grues de charge, et ne pouvant porter de voiles, entourant une unique cheminée ocre à manchette noire, les couleurs de la compagnie. Propulsé par deux hélices alimentées par des machines à triple expansion, le Bovic vogue à une vitesse moyenne de 13 nœuds. Pour cela, il consomme en moyenne 50 tonnes de charbon par jour, et peut en transporter 1 193 tonnes dans ses soutes.
Les installations du navire sont connues par la description que fait le magazine Marine Engineer du Naronic lors de sa mise en service : « Ses installations spacieuses prévues pour accueillir 1 050 bêtes, qu'il transportera sur son pont principal et son pont supérieur, comprendront toutes les améliorations que peuvent suggérer la plus grande considération et la meilleure expérience. Les étables, l'approvisionnement en eau fraîche, et l'aération seront inégalées ». Le bétail est transporté depuis New York, et ces installations restent inutilisés dans l'autre sens, bien qu'il arrive occasionnellement au navire de transporter quelques animaux : chevaux de course, bêtes de cirque, notamment. Quelques cabines sont également prévues pour transporter des passagers, généralement les personnes accompagnant le bétail. Les passagers payants sont en revanche très rares. Bien que les installations puissent accueillir quinze personnes dans la pratique, le navire est certifié pour en transporter douze.